# إمره عاشق
إمره عاشق (بالتركية: Emre Aşık)‏، من مواليد 13 ديسمبر 1973 في بورسا في تركيا، لاعب كرة قدم تركي.
يلعب مع نادي غلطة سراي منذ عام 2006.
بدأ باللعب مع منتخب تركيا لكرة القدم في عام 1993.

## وصلات خارجية
- إمره عاشق على موقع IMDb (الإنجليزية)
- إمره عاشق على موقع الاتحاد الدولي (مؤرشف)  (الإنجليزية)
- إمره عاشق على موقع الاتحاد الأوربي (الإنجليزية)
- إمره عاشق على موقع اتحاد تركيا (لاعب) (الإنجليزية)
- إمره عاشق على موقع قاعدة بيانات كرة القدم.إي يو (الإنجليزية)
- إمره عاشق على موقع ناشيونال فوتبول تيمز (الإنجليزية)
- إمره عاشق على موقع Soccerbase.com (لاعب) (الإنجليزية)